# 2014 FJ72
2014 FJ72 ist ein großes transneptunisches Objekt, das bahndynamisch als Scattered Disk Object (SDO) eingestuft wird. Aufgrund seiner Größe gehört der Asteroid zu den Zwergplanetenkandidaten.

## Entdeckung
2014 FJ72 wurde am 24. März 2014 von Scott Sheppard und Chad Trujillo mit dem 4,0-m-Víctor-M.-Blanco-Teleskop (DECam) am Cerro Tololo-Observatorium (Chile) entdeckt. Die Entdeckung wurde am 31. August 2016 bekanntgegeben.
Der Beobachtungsbogen des Planetoiden beginnt mit der offiziellen Entdeckungsbeobachtung am 24. März 2014. Seither wurde der Planetoid durch verschiedene erdbasierte Teleskope beobachtet. Im April 2017 lagen insgesamt lediglich 13 Beobachtungen über einen Zeitraum von 2 Jahren vor. Die bisher letzte Beobachtung wurde im Dezember 2015 am Las-Campanas-Observatorium (Chile) durchgeführt. (Stand 27. März 2019)

## Eigenschaften

### Umlaufbahn
2014 FJ72 umkreist die Sonne in 915,22 Jahren auf einer stark elliptischen Umlaufbahn zwischen 38,53 AE und 150,00 AE Abstand zu deren Zentrum. Die Bahnexzentrizität beträgt 0,591, die Bahn ist 15,41° gegenüber der Ekliptik geneigt. Derzeit ist der Planetoid 71,65 AE von der Sonne entfernt. Das Perihel durchlief er das letzte Mal 1929, der nächste Periheldurchlauf dürfte also im Jahre 2845 erfolgen.
Sowohl Marc Buie (DES) als auch das Minor Planet Center klassifizieren den Planetoiden als SDO; letzteres führt ihn allgemein auch als «Distant Object».

### Größe
Derzeit wird von einem Durchmesser von 315 km ausgegangen, basierend auf einem Rückstrahlvermögen von 8 % und einer absoluten Helligkeit von 5,9 m. Ausgehend von diesem Durchmesser ergibt sich eine Gesamtoberfläche von etwa 312.000 km2. Die scheinbare Helligkeit von 2014 FJ72 beträgt 24,24 m.
Da es denkbar ist, dass sich 2014 FJ72 aufgrund seiner Größe im hydrostatischen Gleichgewicht befindet und somit weitgehend rund sein könnte, erfüllt er möglicherweise die Kriterien für eine Einstufung als Zwergplanet. Mike Brown geht davon aus, dass es sich bei 2014 FJ72 um vielleicht einen Zwergplaneten handelt.
| Jahr                                         | Abmessungen km | Quelle   |
| -------------------------------------------- | -------------- | -------- |
| 2018                                         | 336,0          | Johnston |
| 2018                                         | 315,0          | Brown    |
| Die präziseste Bestimmung ist fett markiert. |                |          |